# Fredrik Kurzawa
Fredrik Kurzawa, född 1985 i Skövde, är en svensk musiker och producent. Kurzawa är gitarrist och har sedan 2004 spelat med Kristian Anttila. Han har även turnerat och jobbat med band som The Soundtrack Of Our Lives, Olle Ljungström och Timo Räisänen.
Han har jobbat i både Svenska Grammofonstudion och Ringö Studios där Kurzawa tillsammans med Kristian Anttila producerade Ram Di Dams EP "A Liar To Admire" där deras låt Flashbacks ingår i soundtracket till spelet FIFA 11.
Sedan 2012 har han även startat upp sin egen studio där han hunnit jobba med artister som Kusowsky, Hederos & Hellberg, Fou De Toi.

## Diskografi
- 2005 - Kristian Anttila - Sockerläpp EP (EP/Invertigo)
- 2005 - Kristian Anttila - Innan Bomberna (Album/Invertigo)
- 2008 - Kristian Anttila - Lille Napoleon (Album/EMI)
- 2009 - Kusowsky - Hjärtlös (Album/Adore Music)
- 2009 - Ram Di Dam - A Liar To Admire EP (EP/Mock Turtle Music)
- 2010 - Kristian Anttila - Svenska tjejer (Album/Universal)
- 2012 - Kristian Anttila - Djur & Människor (Album/National)
- 2012 - Hederos & Hellberg - Bless Me (Album/Gravitation)